# جان ای گوردون
جان ای گوردون (انگلیسی: John A. Gordon؛ زادهٔ ۲۲ اوت ۱۹۴۶ – درگذشته ۱۹ آوریل ۲۰۲۰) سیاست‌مدار اهل ایالات متحده آمریکا بود.
وی همچنین برندهٔ جوایزی همچون لژیون افتخار شده‌است.